# Kevin Pietersen
Kevin Peter Pietersen (nacido el 27 de junio de 1980) es un comentarista de críquet y exjugador internacional de cricket de Inglaterra. Pietersen fue capitán de los equipos England Test Cricket y One Day International del 4 de agosto de 2008 al 7 de enero de 2009, pero renunció después de solo tres partidos de Tests Cricket y nueve One Day International luego de una disputa con el entrenador de Inglaterra Peter Moores, quien fue despedido el mismo día.

## Carrera profesional

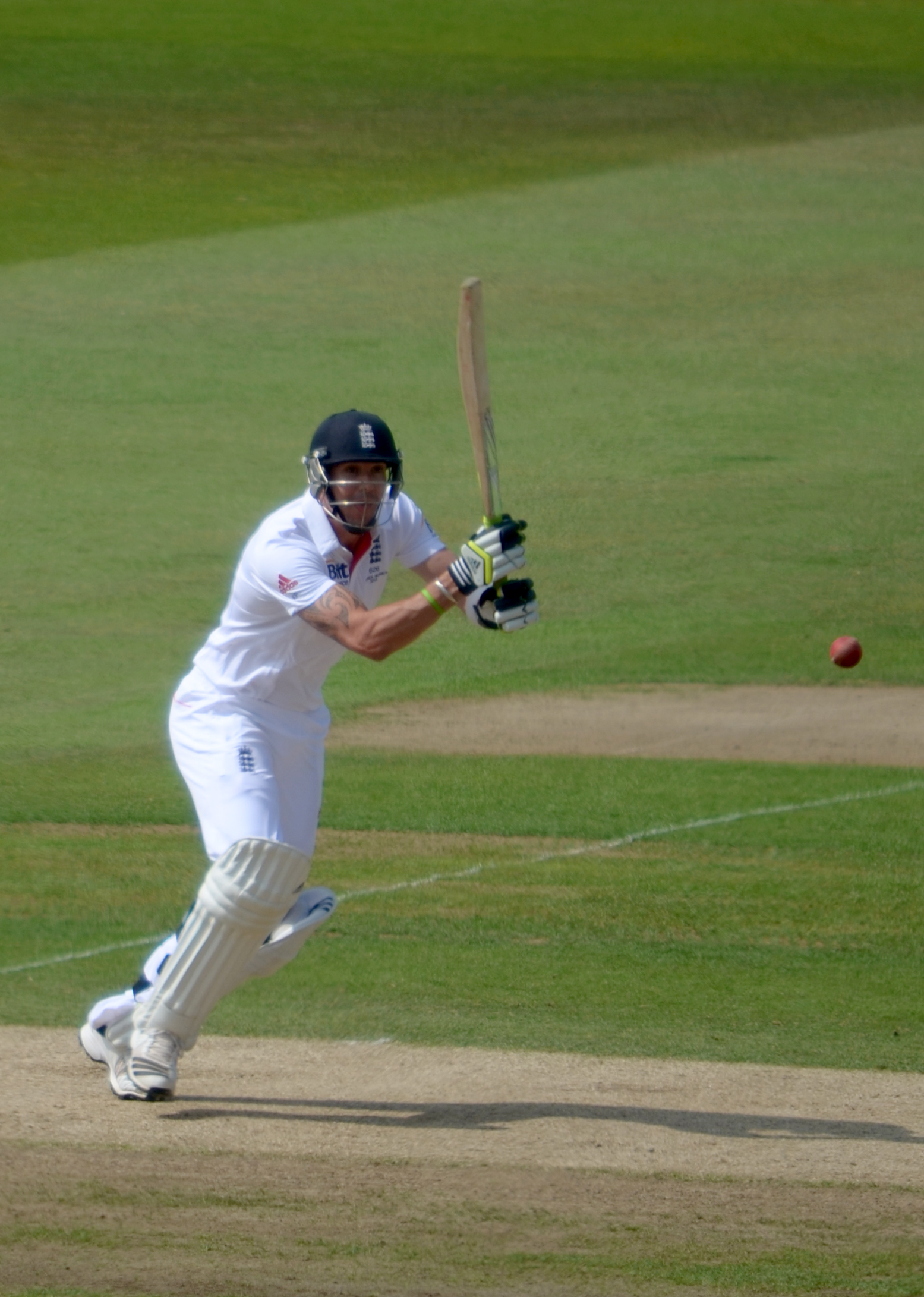
Pietersen bateando

Pietersen hizo su debut internacional en el partido One Day International (ODI) contra Zimbabue en 2004 y su debut en el partido Test Cricket en la serie Ashes de 2005 contra Australia.
Pietersen fue nombrado Jugador del año de ICC One Day International y 'Jugador emergente del año' en 2005, y fue uno de los cinco jugadores de críquet del año de Wisden (junto con sus compañeros de equipo Simon Jones y Matthew Hoggard) por su papel. en la exitosa serie Ashes de 2005 contra Australia. Junto con el resto del equipo de Inglaterra, Pietersen fue reconocido en los Honores de Año Nuevo de 2006, siendo nombrado Miembro de la Orden del Imperio Británico por sus servicios al cricket.